# رافائو کوباتسکی
رافائو کوباتسکی (لهستانی: Rafał Kubacki؛ زادهٔ ۲۳ مارس ۱۹۶۷) جودوکار و بازیگر اهل لهستان است.
از فیلم‌هایی که وی در آن‌ها نقش داشته‌است، می‌توان به هوس‌های امپراتور به کارگردانی یژی کاوالروویچ اشاره نمود که در آن در نقش اورسوس (بادیگارد غول‌پیکر «لیگیا») در فیلم هوس‌های امپراتور بازی کرده‌است.
او وارد دنیای سیاست هم شده‌است: ابتدا به عنوان عضوی از حزب «سامبورونا» («حزب دفاع از خود»)، و سپس به‌عنوان نماینده کنونی حزب خلق لهستان (PSL). تلاش او در رقابت برای کرسی شهرداری وروتسواف ناموفق بوده‌است.